# 過海隧道巴士103P線
過海隧道巴士103P線為一條已停辦的早上繁忙時間巴士路線，由蒲飛路單向開往旺角（染布房街）的特快過海隧道巴士路線。

## 歷史
- 2011年8月15日：103P線投入服務，由蒲飛路開出後依103線原有路線駛至花園道天橋，改經紅棉路北行、夏愨道、告士打道、菲林明道及鴻興道直入海底隧道，然後經公主道、衛理道，並以旺角染布房街近麥花臣遊樂場為總站，只於平日上午繁忙時間開出兩班[1]。預計比起103線節省20分鐘的行車時間。
- 2015年5月11日：103P線修改班次，原08:10開出的班次更改為08:05開出[2]
- 2016年3月28日：九巴班次增設到站時間預報。
- 2018年5月28日：增設實時抵站時間查詢服務。
- 2019年4月29日：加停薄扶林道「蒲飛路」站。[3]
- 2020年12月10日起：因應疫情引致乘客量下降，103P線暫停服務，直至翌年2月20日[4][5]；惟客量仍持續偏低，因此由2021年9月20日起，103P線正式取消服務。[6]

## 服務時間及班次
- 蒲飛路開：
  - 星期一至六：07:40、08:05

星期日及公眾假期不設服務
- 註：有紅字班次為九巴派車，其餘班次為城巴派車。

## 收費
全程：$11.3
- 過紅磡海底隧道後往旺角（染布房街）：$6.6

## 行車路線
經：薄扶林道、般咸道、堅道、上亞厘畢道、花園道、天橋、紅棉路、夏愨道、告士打道、菲林明道、會議道、鴻興道、運盛街、紅磡海底隧道、康莊道、公主道、衛理道及染布房街。

### 沿線車站
| 1                               | 蒲飛路               | 蒲飛路巴士總站 |
| 2                               | 蒲飛路               | 薄扶林道       |
| 3                               | 何東夫人堂           | 薄扶林道       |
| 4                               | 香港潮商學校         | 薄扶林道       |
| 5                               | 英皇書院             | 般咸道         |
| 6                               | 寧養台               | 般咸道         |
| 7                               | 東邊街               | 般咸道         |
| 8                               | 高街                 | 般咸道         |
| 9                               | 醫院道               | 般咸道         |
| 10                              | 樓梯街               | 堅道           |
| 11                              | 鴨巴甸街             | 堅道           |
| 12                              | 明愛中心             | 堅道           |
| 13                              | 香港禮賓府           | 上亞厘畢道     |
| 14                              | 聖約翰座堂           | 花園道         |
| 夏慤道、告士打道； 紅磡海底隧道 |                      |                |
| 15                              | 紅磡海底隧道收費廣場 | 康莊道         |
| 康莊道、公主道                  |                      |                |
| 16                              | 何文田山道           | 衛理道         |
| 17                              | 麥花臣遊樂場         | 染布房街       |

## 使用狀況
103P服務範圍只局限於紅隧口、京士柏和旺角東，偏離人口密集的彌敦道，亦不途經港島區人口較密集的金鐘至天后一帶，未能吸引乘客選乘，導致客量偏低，早在《配合西港島綫通車的公共交通服務重組計劃》中已被建議停辦。雖然當局最終在鐵路通車時決定維持此路線服務，但因客量持續偏低，巴士公司於2017年和2020年再次計劃取消服務，惟均遭到區議會強烈反對而撤回方案。但因應情況持續，2021年亦再提出並獲通過，當時最高載客量只有13%，最終於2021年9月20日實施。